# Atletismo nos Jogos Pan-Americanos de 2015 - Salto em distância masculino
A competição do salto em diatância masculino foi um dos eventos do atletismo nos Jogos Pan-Americanos de 2015, em Toronto. Foi disputada no Estádio CIBC de Atletismo Pan e Parapan-Americano entre os dias 21 e 22 de julho.

## Calendário
Horário local (UTC-4).
| Data        | Horário | Fase      |
| ----------- | ------- | --------- |
| 21 de julho | 11:45   | Semifinal |
| 22 de julho | 18:05   | Final     |

## Medalhistas
| Ouro   | USA Jeff Henderson   |
| Prata  | USA Marquise Goodwin |
| Bronze | URU Emiliano Lasa    |

## Recordes
Recordes mundial e pan-americano antes da disputa dos Jogos Pan-Americanos de 2015.
| Tipo                             | Atleta      | Marca  | Local        | Data                 |
| -------------------------------- | ----------- | ------ | ------------ | -------------------- |
|                                  | Mike Powell | 8,95 m | Tóquio       | 30 de agosto de 1991 |
| Recorde dos Jogos Pan-Americanos | Carl Lewis  | 8,75 m | Indianápolis | 16 de agosto de 1987 |

## Resultados

### Semifinal
| Colocação | Grupo | Atleta             | Nacionalidade                | #1   | #2   | #3   | Marca | Vento | Notas |
| --------- | ----- | ------------------ | ---------------------------- | ---- | ---- | ---- | ----- | ----- | ----- |
| 1         | B     | Jeff Henderson     | USA Estados Unidos           | 8.18 |      |      | 8.18  | +5.4  | Q     |
| 2         | A     | Marquise Goodwin   | USA Estados Unidos           | 8.05 |      |      | 8.05  | +3.9  | Q     |
| 3         | A     | Emiliano Lasa      | URU Uruguai                  | 7.80 | 8.01 |      | 8.01  | +3.7  | Q     |
| 4         | B     | Diego Hernández    | VEN Venezuela                | x    | 7.89 | –    | 7.89  | +2.5  | q     |
| 5         | A     | Higor Alves        | BRA Brasil                   | x    | x    | 7.86 | 7.86  | +3.0  | q     |
| 6         | B     | Luis Rivera        | MEX México                   | 7.85 | –    | –    | 7.85  | +2.8  | q     |
| 7         | B     | Yunior Díaz        | CUB Cuba                     | 7.68 | x    | 7.76 | 7.76  | +3.8  | q     |
| 8         | A     | Tyrone Smith       | BER Bermudas                 | x    | 7.72 | –    | 7.72  | +4.0  | q     |
| 9         | A     | Damar Forbes       | JAM Jamaica                  | x    | 7.67 | x    | 7.67  | +2.4  | q     |
| 10        | A     | Quincy Breell      | ARU Aruba                    | 7.60 | x    | x    | 7.60  | +2.6  | q     |
| 11        | A     | Daniel Pineda      | CHI Chile                    | 7.40 | 6.76 | 7.59 | 7.59  | +2.7  | q     |
| 12        | B     | Jorge McFarlane    | PER Peru                     | 7.31 | 7.36 | 7.52 | 7.52  | +2.7  | q     |
| 13        | A     | Jharyl Bowery      | CAN Canadá                   | 7.21 | x    | 7.52 | 7.52  | +3.0  |       |
| 14        | B     | Alexsandro de Melo | BRA Brasil                   | x    | 7.51 | x    | 7.51  | +2.2  |       |
| 15        | B     | Stevens Dorcelus   | CAN Canadá                   | 7.40 | x    | 7.04 | 7.40  | +3.1  |       |
| 16        | A     | Leon Hunt          | ISV Ilhas Virgens Americanas | x    | x    | 7.31 | 7.31  | +4.1  |       |
| 17        | B     | David Registe      | DMA Dominica                 | 7.02 | –    | –    | 7.02  | +3.9  |       |
| 18        | B     | Raymond Higgs      | BAH Bahamas                  |      |      |      | DNS   |       |       |

### Final
| Colocação         | Atleta           | Nacionalidade      | #1   | #2   | #3   | #4   | #5   | #6   | Marca | Vento | Notas       |
| ----------------- | ---------------- | ------------------ | ---- | ---- | ---- | ---- | ---- | ---- | ----- | ----- | ----------- |
| Medalha de ouro   | Jeff Henderson   | USA Estados Unidos | 8.54 | x    | 8.21 | –    | x    | 8.52 | 8.54  | +4.1  | (8.52 +1.8) |
| Medalha de prata  | Marquise Goodwin | USA Estados Unidos | 8.13 | x    | 8.27 | x    | 8.06 | x    | 8.27  | +4.5  | (8.13 +0.5) |
| Medalha de bronze | Emiliano Lasa    | URU Uruguai        | x    | 8.17 | x    | x    | x    | x    | 8.17  | +3.1  |             |
| 4                 | Tyrone Smith     | BER Bermudas       | x    | 8.00 | 8.03 | 8.01 | 7.90 | 8.07 | 8.07  | +2.4  |             |
| 5                 | Diego Hernández  | VEN Venezuela      | x    | 7.97 | 7.99 | x    | 3.67 | x    | 7.99  | +2.4  |             |
| 6                 | Yunior Díaz      | CUB Cuba           | x    | 7.90 | 7.31 | 7.70 | x    | 7.69 | 7.90  | +5.0  |             |
| 7                 | Jorge McFarlane  | PER Peru           | 7.64 | 5.89 | 7.80 | 7.64 | 5.75 | 7.76 | 7.80  | +2.9  | (7.76 +1.0) |
| 8                 | Quincy Breell    | ARU Aruba          | x    | 7.70 | x    | x    | x    | 7.27 | 7.70  | +4.4  |             |
| 9                 | Luis Rivera      | MEX México         | 7.51 | x    | 7.63 |      |      |      | 7.63  | +3.7  |             |
| 10                | Higor Alves      | BRA Brasil         | 7.60 | x    | x    |      |      |      | 7.60  | +1.5  |             |
| 11                | Daniel Pineda    | CHI Chile          | x    | 7.31 | 7.46 |      |      |      | 7.46  | +3.0  |             |
| 12                | Damar Forbes     | JAM Jamaica        |      |      |      |      |      |      | DNS   |       |             |

Legenda
| Recorde mundial                  | Recorde mundial (World record)               |                       | Recorde africano                      | Recorde africano (African) |                                           | Q | Classificado por posição (Qualified) |
| Recorde dos Jogos Pan-Americanos | Recorde pan-americano (Pan-American record)  | Recorde da América    | Recorde da América (Americas)         | q                          | Classificado por melhor tempo (Qualified) |   |                                      |
| Melhor marca do ano              | Melhor marca do ano (World leading)          | Recorde asiático      | Recorde asiático (Asian)              | DNS                        | Não largou (Did not start)                |   |                                      |
| Recorde nacional                 | Recorde nacional (National record)           | Recorde europeu       | Recorde europeu (European)            | DNF                        | Não terminou (Did not finish)             |   |                                      |
| Recorde pessoal                  | Recorde pessoal do atleta (Personal best)    | Recorde da Oceania    | Recorde da Oceania (Oceania)          | DSQ / DQ                   | Desclassificado (Disqualified)            |   |                                      |
| Recorde da temporada             | Recorde da temporada do atleta (Season best) | Recorde sul-americano | Recorde sul-americano (South America) | NM                         | Sem marca (No mark)                       |   |                                      |